# L'Enfant aux souliers de pain
 L'Enfant aux souliers de pain est une nouvelle fantastique de Théophile Gautier publiée pour la première fois dans son intégralité en octobre 1849 dans Le Conseiller des enfants.

## Résumé
En Allemagne, une veuve perd son jeune enfant, Hanz. À la mise au cercueil, il lui manque ses souliers, rongés par les rats...

## Éditions
- 1849 : L'Enfant aux souliers de pain, dans Le Conseiller des enfants
- 1852 : L'Enfant aux souliers de pain, recueil La Peau de tigre (éditeur Souverain)
- 1863 : L'Enfant aux souliers de pain, recueil Romans et Contes (éditeur Charpentier)